# Jordveckmossa
Jordveckmossa (Diplophyllum obtusifolium) är en levermossart som först beskrevs av William Jackson Hooker, och fick sitt nu gällande namn av Barthélemy Charles Joseph Dumortier. Jordveckmossa ingår i släktet veckmossor, och familjen Scapaniaceae. Arten är reproducerande i Sverige.